# 夏靈基市足球會
夏靈基市足球會（英語：Haringey Borough Football Club）是一支位於英格蘭哈林蓋倫敦自治市托定咸的職業足球會，目前於英格蘭足球依斯米安聯賽超聯組角逐。

## 榮譽
- 艾塞克斯郡高階聯賽
  - 冠軍 2014–15
- 斯巴達中部南聯賽
  - 挑戰盃冠軍 2011–12
  - 甲組盃冠軍2007–08
- 倫敦高級杯
  - 冠軍 1990–91

## 外部連結
- Official website （页面存档备份，存于）